# Zamek w Szczebrzeszynie
Zamek w Szczebrzeszynie – zbudowany w XIV wieku przez króla Kazimierza Wielkiego lub podskarbiego wielkiego koronnego Dymitra z Goraja. Rozbudowany w XVI wieku. Obecnie z zamku pozostały jedynie pozostałości murowanej wieży i wzgórze zamkowe.

## Historia
Wzgórze zamkowe było dogodnym miejscem kontroli brodu przez rzekę Wieprz, dlatego w czasach państwa Piastów zbudowano gród obronny, którego ślady odnaleziono podczas wykopalisk archeologicznych. Po oderwaniu od Polski w 1030 roku Bełza przez wielkiego księcia Rusi Kijowskiej Jarosława Mądrego, gród w Szczebrzeszynie stał się warownią strzegącą polskiej granicy. Gród został spalony w 1244 roku przez ruskich książąt Daniela Romanowicza i Wasylka Romanowicza. Początki zamku łączy się z Kazimierzem Wielkim, ponieważ w sierpniu 1352 roku król ten wzmiankował, że przebywa w obozie koło Szczebresinum, będąc w podróży na rokowania z książętami litewskimi. Oznacza to, że warownia mogła już wtedy istnieć i należała do domeny królewskiej, ponieważ w 1379 roku król Ludwik Węgierski nadał Szczebrzeszyn podskarbiemu koronnemu Dymitrowi z Goraja. Istnieje też możliwość, że Szczebrzeszyn Dymitr z Goraja otrzymał od Władysława Opolczyka w latach 1377–1378. W 1388 roku nadanie to zatwierdził król Władysław II Jagiełło jako nagrodę za powstrzymanie ślubu Jadwigi Andegaweńskiej z Wilhelmem Habsburgiem. Po ślubie z Zygmuntą, córką Prokopa z Goraja, od 1462 roku zamek posiadał wojewoda krakowski Jan Amor Iunior Tarnowski, a po nim jego syn wojewoda sandomierski Jan Amor Tarnowski. W XVI wieku wzmiankowano fortalicium.
W 1500 zamek spłonął. W 1507 roku na zamku odbył się sejmik ziemi chełmskiej. W 1516 r. zamek objął Piotr Kmita jako spadek po swojej matce, która była siostrą Jana Amora Tarnowskiego. W 1555 r. dekretem sejmowym zamek i połowę dóbr objęli bracia Andrzej II i Stanisław Górkowie z Wielkopolski jako prawnukowie Elżbiety Kurozwęckiej z Tarnowskich. W 1557 roku majątek podzielono i zamek objął Andrzej II Górka. W 1583 roku zamek spaliła okoliczna szlachta, która sprzeciwiała się lennym prawom sądowym, jakie mieli nad nimi Górkowie. W latach 1588–1590 na zamku, z rozkazu hetmana Jana Zamoyskiego, zmuszony był mieszkać Stanisław Górka, co było karą za to, że w bitwie pod Byczyną walczył po stronie Maksymiliana III Habsburga. W 1593 r. od spadkobierców Górków odkupił zamek hetman Jan Zamoyski, który wcielił go wraz z okolicznymi dobrami do Ordynacji Zamojskiej. Zamoyscy byli właścicielami zamku do 1772 roku. W XVII i XVIII wieku w wieży zamkowej odbywały się sądy i mieściło się więzienie dla szlachty.
W 2017 roku radni w głosowaniu wyrazili zgodę na zakup przez Gminę Szczebrzeszyn wzgórza zamkowego od rodziny Wesołowskich, co zrealizowano w styczniu 2018 roku. W latach 2022–2023 za kwotę około 3,1 mln zł zbudowano w miejscu wieży zamkowej platformę widokową.

## Architektura
Głównym budynkiem zamku była kamienna, czworoboczna wieża o trzech kondygnacjach z renesansową dekoracją i boniowanymi narożami, którą dawniej otaczały drewniane zabudowania gospodarcze oraz palisada. Była to budowla o wymiarach 7,6 × 10,4 m. Około 1500 roku wieża została strawiona przez pożar, a jej odbudowy podjął się w 3 ćw. XVI wieku Andrzej II Górka. We wnętrzach stanęły wówczas renesansowe piece, otwory okienne zostały przeszklone i położono nowy dach. Na terenie zamku, oprócz wieży, znajdowały się murowane, sklepione piwnice oraz murowany, parterowy budynek (widoczny na litografii Adama Lerue z 1857 roku). W dolnej części wieża była zbudowana z kamiennej opoki, a w górnej z cegieł. Przy południowej ścianie wieży odkryto mury pomieszczenia o wymiarach ok. 2 × 3 m, przewiązane z istniejącym obiektem wieży i będącego przypuszczalnie pozostałością klatki schodowej. W latach 1978–1979 podczas wykopalisk archeologicznych odkryto w pobliżu wieży fragmenty muru o grubości 80 cm, wzniesionego  z łączonych zaprawą wapiennych, ociosanych bloków, zbudowanego przypuszczalnie w XIV wieku.

## Galeria

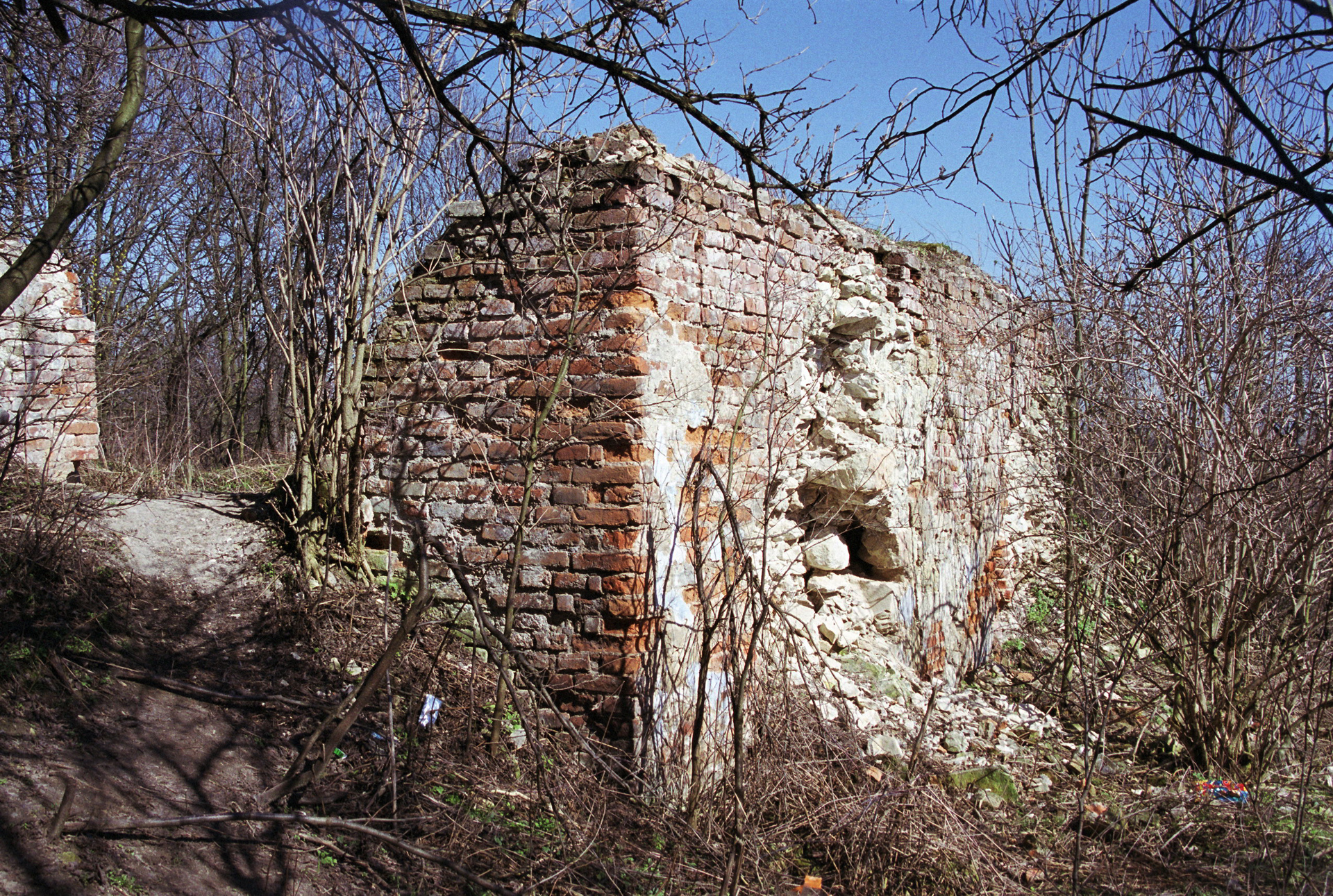
Ruiny w 2003 roku
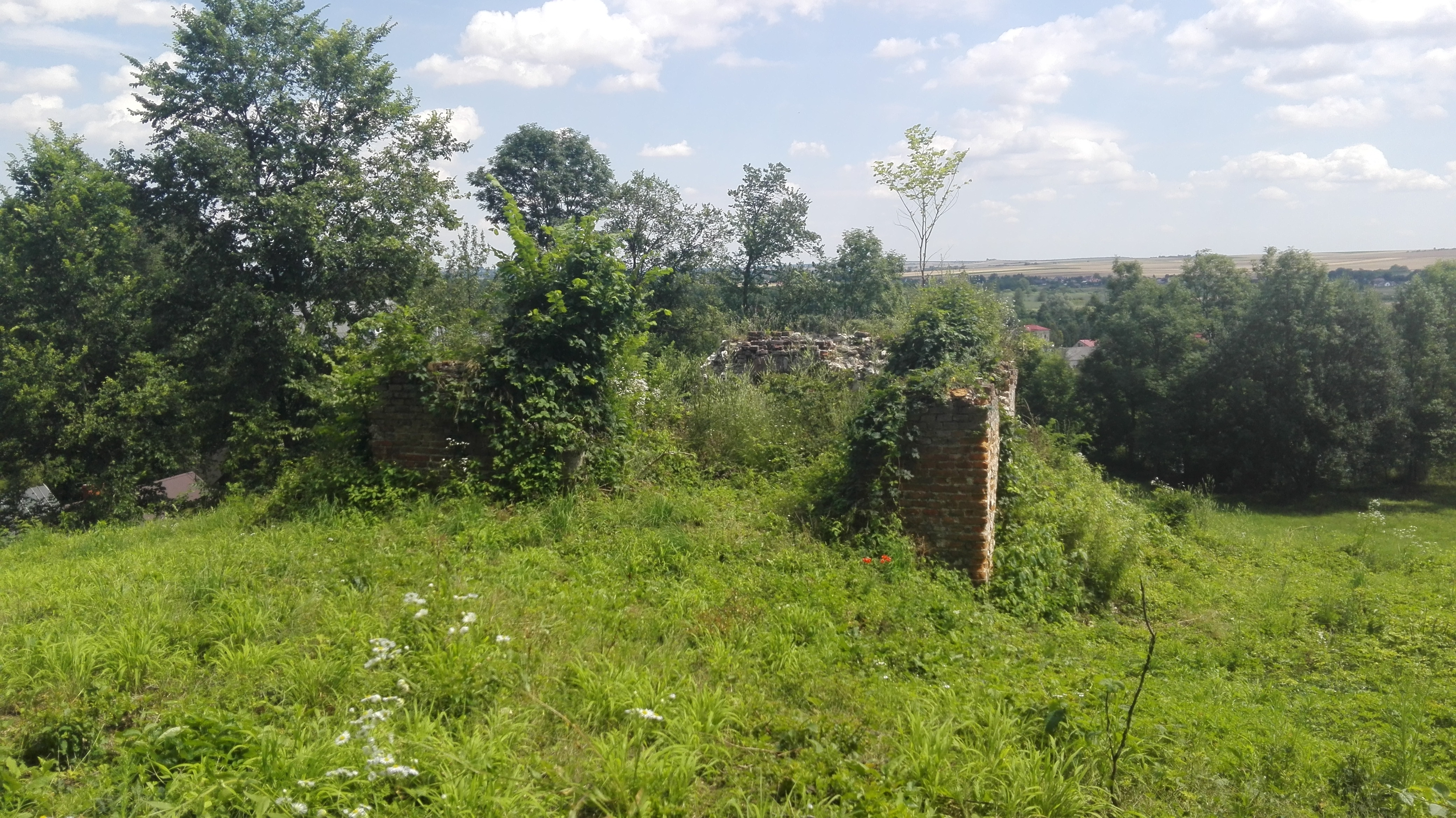
Ruiny w 2020 roku
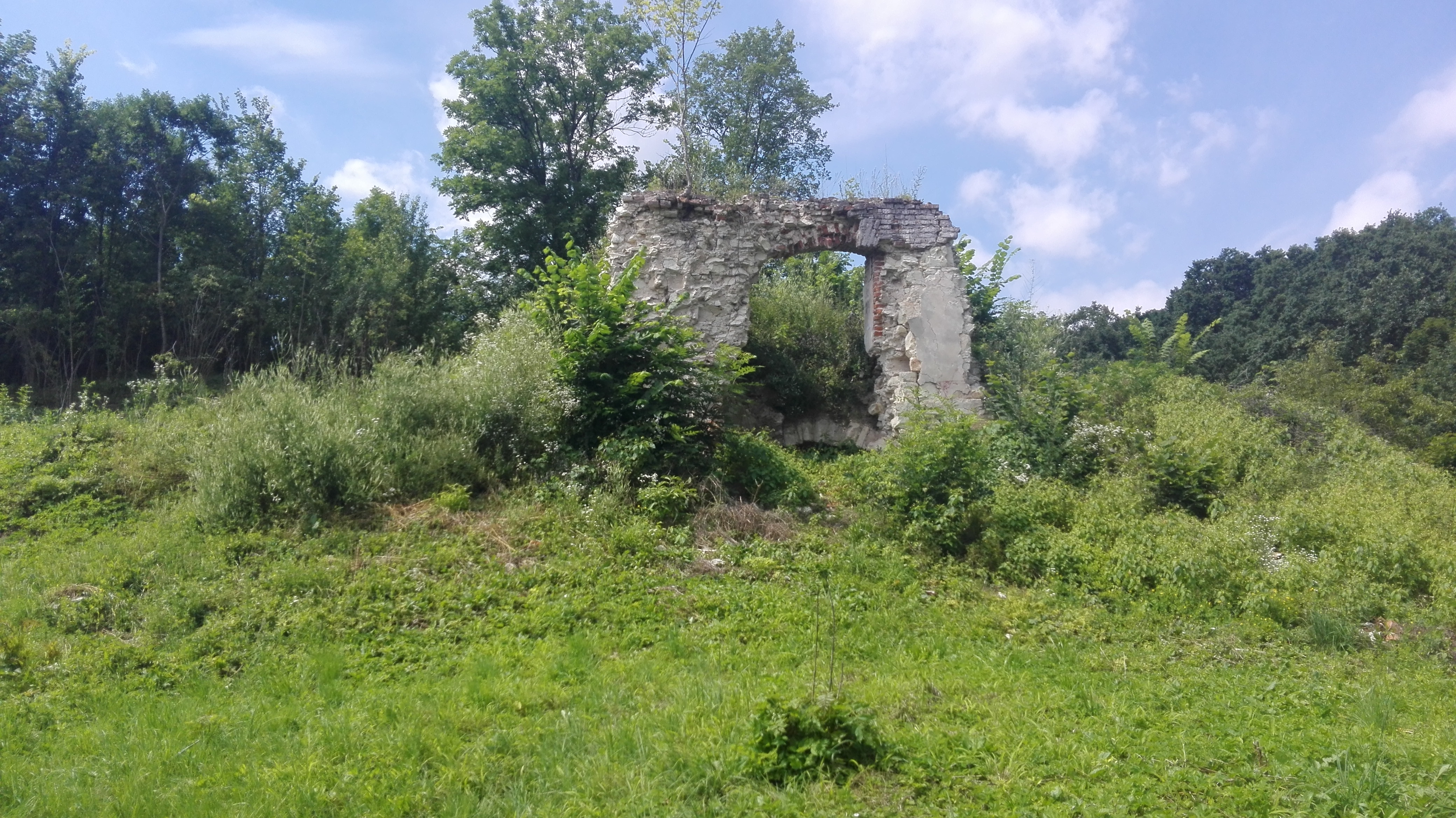
Ruiny w 2020 roku
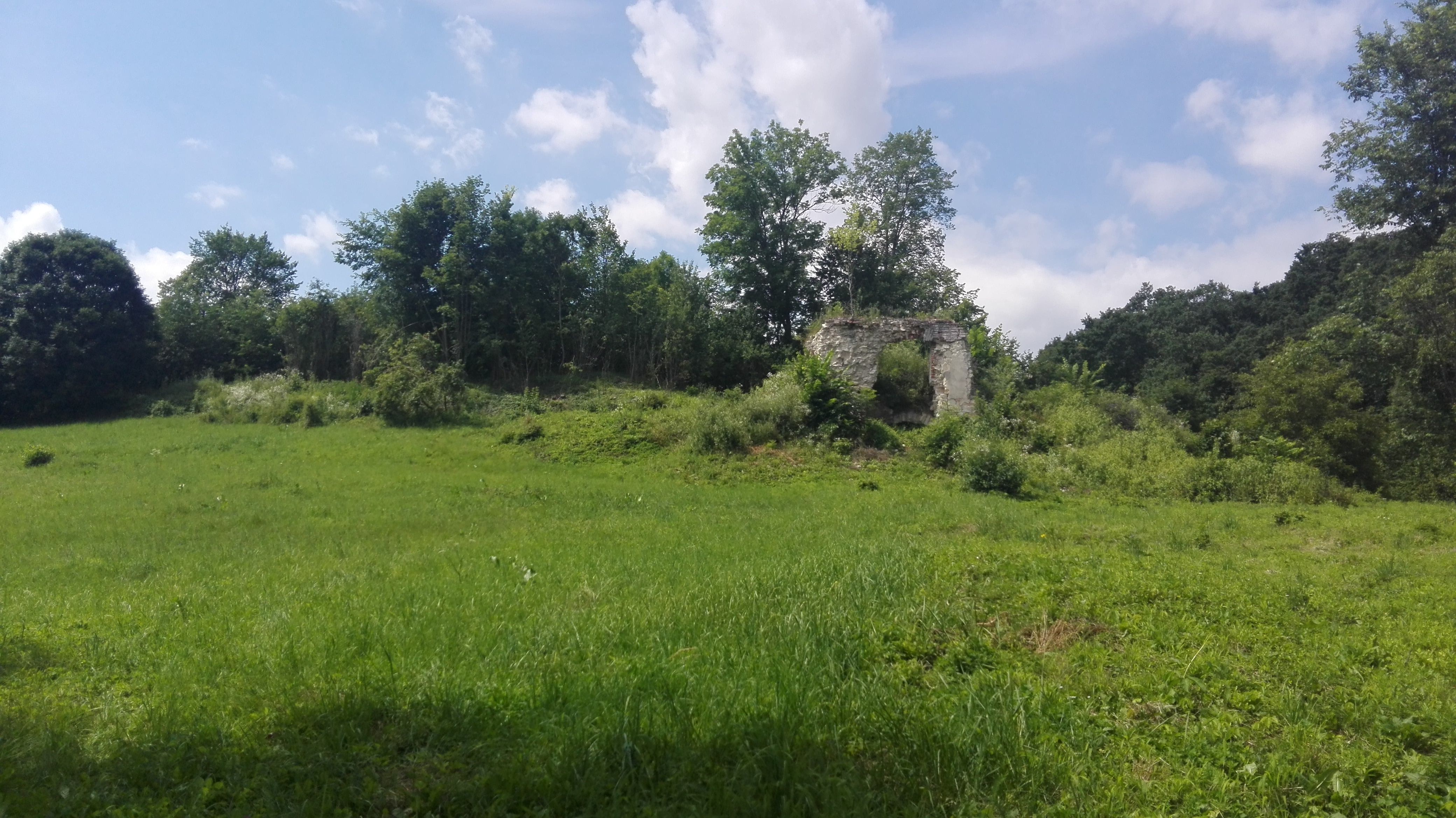
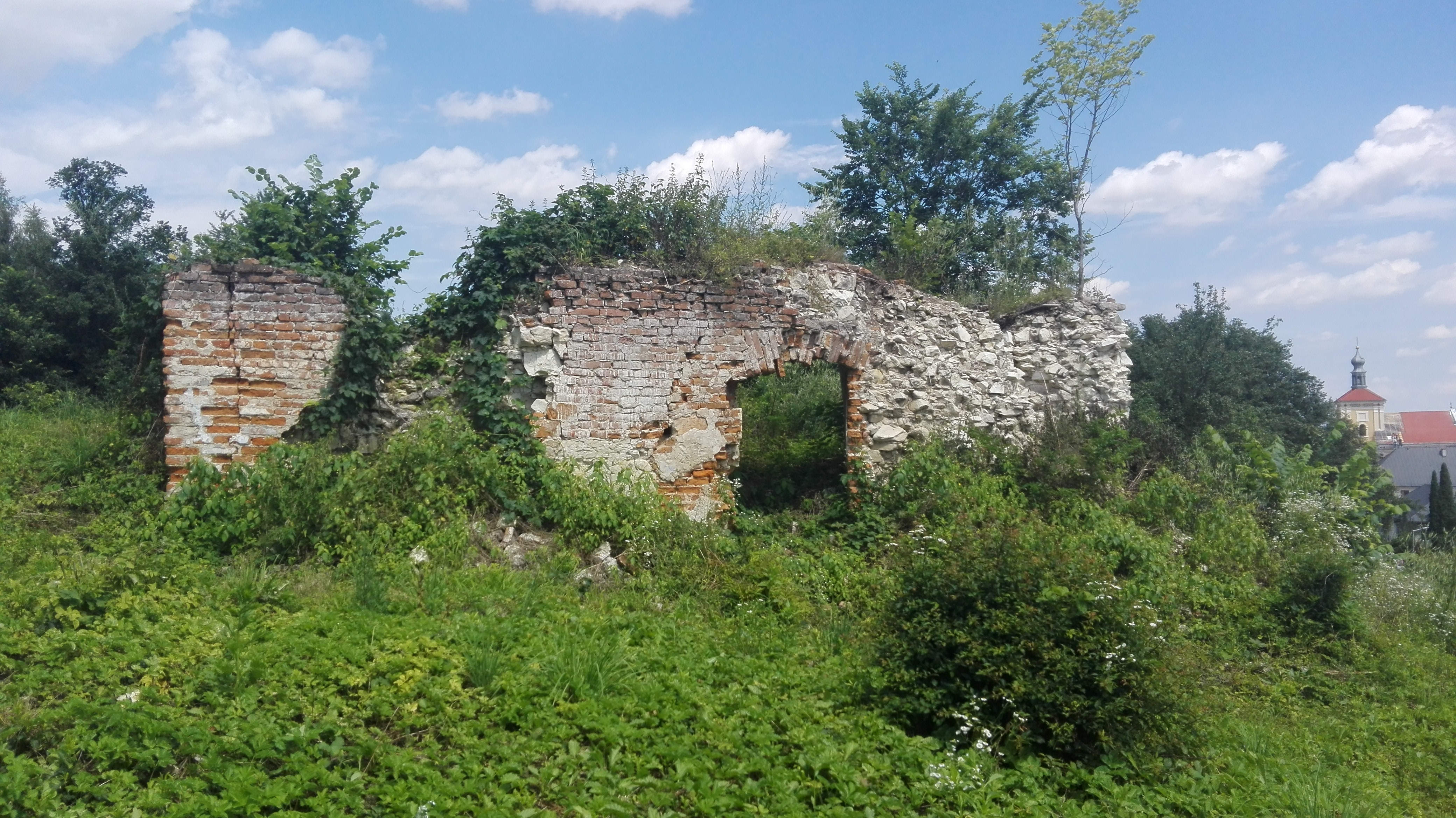
Ruiny w 2020 roku